# Marian Gryl
Marian Gryl (ur. 10 sierpnia 1896 w Tarnowie, zm. ?) – major piechoty Wojska Polskiego.

## Życiorys
Urodził się w Tarnowie, w rodzinie Władysława i Emilii . W 1914 ukończył naukę w VII klasie c. k. Gimnazjum I w rodzinnym mieście. 20 sierpnia 1914 wstąpił do Legionów Polskich i został przydzielony do 16. kompanii IV batalionu 2 pułku piechoty .
15 grudnia 1915 został mianowany chorążym, a 1 lipca 1916 podporucznikiem piechoty.
26 sierpnia 1919 został przyjęty do Wojska Polskiego z byłych Legionów Polskich, z zatwierdzeniem posiadanego stopnia kapitana i przydzielony do Dowództwa Uzupełnień Wojsk Lotniczych. 1 czerwca 1921 pełnił służbę w Naczelnym Dowództwie WP, a jego oddziałem macierzystym był 6 Pułk Piechoty Legionów. 3 maja 1922 został zweryfikowany w stopniu kapitana ze starszeństwem z 1 czerwca 1919 i 329. lokatą w korpusie oficerów piechoty. 10 lipca 1922 został przeniesiony do 68 Pułku Piechoty we Wrześni i zatwierdzony na stanowisku pełniącego obowiązki dowódcy II batalionu. Z dniem 20 października 1924 został odkomenderowany z 68 pp do Oddziału IV Sztabu Generalnego na okres sześciu miesięcy. 1 grudnia 1924 został mianowany majorem ze starszeństwem z 15 sierpnia 1924 i 100. lokatą w korpusie oficerów piechoty. W kwietniu 1925 przedłużono mu odkomenderowanie do 31 maja tego roku. Z dniem 10 lipca 1925 został przydzielony do Gabinetu Ministra Spraw Wojskowych na stanowisko zastępcy szefa Wydziału Osad Żołnierskich. Następnie został przeniesiony do 16 Pułku Piechoty w Tarnowie na stanowisko dowódcy II batalionu. W marcu 1929 został przeniesiony na stanowisko oficera placu w Siedlcach. W lipcu tego roku został zwolniony z zajmowanego stanowiska i oddany do dyspozycji dowódcy Okręgu Korpusu Nr IX, a z dniem 30 listopada 1929 przeniesiony w stan spoczynku. W 1934, jako oficer stanu spoczynku pozostawał w ewidencji Powiatowej Komendy Uzupełnień Warszawa Miasto III. Posiadał przydział do Oficerskiej Kadry Okręgowej Nr I. Był wówczas „przewidziany do użycia w czasie wojny”.

## Ordery i odznaczenia
- Krzyż Srebrny Orderu Wojskowego Virtuti Militari[18][1]
- Krzyż Niepodległości (16 marca 1937)[19]
- Krzyż Walecznych (czterokrotnie, po raz drugi, trzeci i czwarty „za udział w b. Legionach Polskich”[20][21])
- Krzyż Pamiątkowy 6 Pułku Piechoty Legionów Polskich („Krzyż Wytrwałości”)[22]
- Srebrny Medal Waleczności 1. klasy (Austro-Węgry)[23]